# Habitatge al carrer dels Mercaders, 5 (Tortosa)
L'Habitatge al carrer dels Mercaders, 5 és una obra del municipi de Tortosa (Baix Ebre) inclosa en l'Inventari del Patrimoni Arquitectònic de Catalunya.

## Descripció
Es tracta d'un edifici situat a l'extrem del C/ Mercaders que comunica amb el C/ de l'Àngel. Consta de planta, tres pisos i golfes en el sector més alt, mentre que la meitat Est elimina el darrer nivell. La planta és de carreus de pedra i porta adovellada en forma d'arc de mig punt. La meitat Est, ocupada per una funerària, té la planta refeta modernament, recoberta amb plaques de pedra. Els pisos presenten el mur de façana arrebossat i s'obren mitjançant balcons de ferro que han substituït les rajoles vidriades de la base per rajola basta. Resulta interessant el vestíbul o entrada que dona part a l'escala d'accés als pisos, perquè es conserva en estat original: a l'esquerra només entrar té la boca de l'antiga cisterna, ara tapada, conservant també el capçal de fusta que sostenia la corriola per pujar el poal i la pica on es tirava l'aigua.
També a l'entrada es conserva l'estructura de fusta del que devia ser una antiga botiga. És de planta rectangular i la part superior són vidres que deixaven veure l'interior. L'escala és catalana, inscrita en un rectangle, i amb ull central il·luminat per una claraboia superior.

## Història
El que des dels segles XII-XIX és el carrer Mercaders, havia estat part, en època romana, d'un gran fossat situat a fora del recinte de muralla, que se seguí utilitzant en època àrab i en el segle xii.
Durant l'edat mitjana, a partir del segle xiii, aquest carrer servia com a eix principal de comunicació entre el barri de Santa Clara i el de Garrofer, situat a la falda de la muntanya del Sitjar.